# 24 (Duki)
24 è il primo EP del rapper argentino Duki, pubblicato il 24 giugno 2020, il giorno del suo ventiquattresimo compleanno, dalle etichette discografiche Dale Play e SSJ Records.

## Tracce
1. Flex Like Trunkz (feat. Young Cister) – 2:49
2. Pastillas (feat. Zecca) – 3:20
3. Sin Mirar (feat. Asan) – 2:02
4. Vida eterna (feat. Negro Dub) – 3:16
5. Deja vu (feat. Clubhats) – 2:53
6. Marca de la cadena (feat. ByMonkid) – 3:04
7. Smoke a lot (feat. Gallagher, Orodembow) – 2:46
8. 24 (feat. Kidd Keo, Juicy J) – 3:48

Durata totale: 23:58